# توماس ساندووال
توماس ساندووال (انگلیسی: Tomás Sandoval؛ زادهٔ ۳۰ مارس ۱۹۹۹) بازیکن فوتبال اهل آرژانتین است.
وی همچنین در تیم ملی فوتبال زیر ۲۰ سال آرژانتین بازی کرده‌است.